# Richard Hadlee
Richard John Hadlee est un joueur de cricket international néo-zélandais né le 3 juillet 1951 à Christchurch. Il dispute notamment quatre-vingt-six matchs de Test cricket avec l'équipe de Nouvelle-Zélande entre 1973 et 1990. Cet all-rounder est le premier joueur à franchir la barre des quatre-cents wickets à ce niveau. Il effectue sa carrière au sein des équipes de Canterbury, du Nottinghamshire et de Tasmanie.
Il se retire du cricket en 1990, peu de temps après avoir été anobli. Richard Hadlee fait partie d'une famille de joueurs d'internationaux : son père Walter et ses frères aînés Barry et Dayle ont également représenté la Nouvelle-Zélande.

## Bilan sportif

### Principales équipes
| Internationales  | Test                  | ODI                   |
| ---------------- | --------------------- | --------------------- |
| Nouvelle-Zélande | 1973 - 1990           | 1973 - 1990           |
| Domestiques      | First-class           | List A                |
| Canterbury       | 1971-1972 - 1988-1989 | 1972-1973 - 1985-1986 |
| Nottinghamshire  | 1978 - 1987           | 1978 - 1987           |
| Tasmanie         | 1979-1980             | 1979-1980             |

## Honneurs et distinctions
- Membre de l'Ordre de l'Empire britannique (MBE) en 1980
- Un des cinq Wisden Cricketers of the Year de l'année 1982
- Fait chevalier en 1990
- Membre de l'ICC Cricket Hall of Fame depuis 2009 (membre inaugural)